# Paramesochra borealis
Paramesochra borealis är en kräftdjursart som beskrevs av Geddes 1981. Paramesochra borealis ingår i släktet Paramesochra, och familjen Paramesochridae. Arten har ej påträffats i Sverige.